# Space Invaders
Space Invaders (яп. スペースインベーダー Супэ:су имбэ:да:, рус. Космические захватчики) — видеоигра, разработанная Томохиро Нисикадо и выпущенная в 1978 году на аркадных автоматах. Изначально автоматы собирались компанией Taito и продавались только в Японии. Однако позже компания Midway приобрела права на распространение автоматов на территории США.
Несмотря на то, что по сегодняшним стандартам игра довольно проста, она является основоположницей современных игр и помогла игровой индустрии превратиться в одну из крупнейших в мире.
Позже игра была перевыпущена на многочисленных платформах, было выпущено несколько сиквелов. Версия для Atari 2600 увеличила продажи консоли в четыре раза и стала первой killer app (игрой, которая увеличивает продажи платформы, на которой она выпускается) в истории видеоигр. Space Invaders часто пародируется, является частью нескольких видеоигр, а пиксельное изображение инопланетянина стало символом поп-культуры и часто используется как обобщенное обозначение видеоигр в целом.

## Геймплей
По жанру Space Invaders — shoot 'em up, в котором игрок управляет лазерной пушкой, передвигая её горизонтально, в нижней части экрана, а также отстреливая инопланетян, надвигающихся сверху экрана. Целью игры является уничтожение пяти рядов по одиннадцать инопланетян, которые двигаются горизонтально, а также вертикально, по направлению к низу экрана. Игрок имеет бесконечное количество патронов. Попадая в инопланетянина, игрок уничтожает его, за что получает очки. При уничтожении инопланетян увеличивается скорость движения оставшихся, а также ускоряется темп звуковых эффектов. При уничтожении всех инопланетян появляется новая, ещё более сильная волна, а игрок получает одно дополнительное очко жизни. Количество новых волн инопланетян неограниченно, что делает игру бесконечной.
Инопланетяне пытаются уничтожить пушку, стреляя по ней. При попадании в пушку она уничтожается, а количество жизней уменьшается на одну единицу. Если количество жизней становится равным нулю, то игра заканчивается. При достижении хотя бы одним из противников нижней части экрана происходит инопланетный захват, и игра также заканчивается. Периодически в верхней части экрана пролетает «таинственный корабль» (англ. mystery ship), за уничтожение которого дают бонусные очки. Лазерная пушка частично защищена несколькими защитными бункерами, число которых отличается в зависимости от версии игры. Эти бункеры могут быть уничтожены игроком и инопланетными захватчиками.

## Разработка
Space Invaders была создана японским разработчиком компьютерных игр Томохиро Нисикадо. На создание игры и оборудования к ней Нисикадо потратил год. Сообщается, что игра основана на различных источниках, среди которых — электромеханическая игра Space Monsters, выпущенная Taito в 1972 году. Однако сам Нисикадо в качестве источника вдохновения привёл игру Breakout, выпущенную Atari в 1976 году. Также он заявляет, что его целью было создание игры с похожей на Breakout игровой механикой, но в то же время с улучшенной графикой. В итоге он изменил механику игры, но оставил вид сверху.
Изначально в игре должны были появиться различные виды врагов, такие как танки, боевая авиация и космические корабли. Однако Нисикадо так и не смог определиться с их движениями: технические ограничения затрудняли симуляцию полёта. Симуляция движений людей была проще, но Нисикадо считал расстрел людей аморальным. Увидев журнал, в котором рассказывалось о Звёздных Войнах, он решил использовать космический стиль. Нисикадо черпал вдохновение из романа Герберта Уэллса «Война миров», киноадаптацию которого он посмотрел, будучи ребёнком. Первый концепт-арт, нарисованный им, — осьминогоподобный инопланетянин. Позже были нарисованы другие монстры, смоделированные на основе кальмаров и крабов. Первоначальное название игры — Space Monsters (рус. Космические монстры), придуманное по аналогии с популярной в то время в Японии песней Monster, было изменено на Space Invaders по просьбе начальства Нисикадо.

### Аппаратное обеспечение
Поскольку на момент создания игры мощность микрокомпьютеров в Японии не была достаточной для задач, связанных с программированием, Нисикадо пришлось разработать собственные аппаратные средства и программное обеспечение. Используя новые микропроцессоры из США, он создал собственную аркадную систему. Она использовала микропроцессор Intel 8080, ЭЛТ-монитор и монофонический звукогенератор. Несмотря на специально разработанное аппаратное обеспечение, Нисикадо так и не смог запрограммировать игру так, как этого хотел. Поэтому создание аппаратной части являлось самой трудной частью всей разработки. Процессор плохо справлялся с отрисовкой множества спрайтов. Когда во время игры пришельцев становилось меньше, процессор начинал отрисовывать экран быстрее, из-за чего игровой процесс начинал заметно ускоряться. Заметив это, Нисикадо не стал ограничивать скорость отрисовки программными средствами, решив использовать данный недостаток в качестве усложняющего фактора при прохождении уровня.
Первоначально Space Invaders была выпущена в горизонтальном варианте корпуса, с чёрно-белым экраном. Однако в США автомат выпускался в вертикальном варианте. В вертикальной версии автомата использовались оранжевые и зелёные полоски целлофана для симуляции цветной графики на чёрно-белом экране. В качестве фона для экрана использовалось изображение луны в космосе. Позже в японской версии также стал использоваться цветной целлофан. В оформлении автомата используется изображение человекоподобного монстра, который не попал в игру. Нисикадо заявляет, что это изображение основано на первоначальном названии игры — «Космические Монстры» (англ. Space Monsters).

## Влияние
Через несколько месяцев после релиза в Японии игра стала очень популярной. За первые несколько лет компания Taito создала 100 000 аркадных автоматов для японского рынка. Ещё 60 000 автоматов были проданы в США. С тех пор аркадные автоматы стали предметом коллекционирования, а горизонтальные варианты автоматов с игрой стали редкостью. Игра вызвала дефицит монет номиналом в 100 иен, использовавшихся в монетоприёмниках автоматов, после которого произошёл экономический рост. Хотя за рубежом Space Invaders не была так успешна, как в Японии, она принесла достаточно прибыли для того, чтобы помочь Taito расширить своё влияние в США. По состоянию на 2007 год, игра принесла доход в 500 миллионов долларов. Версия для Atari 2600, выпущенная в 1980 году, стала первой официально лицензированной аркадной игрой и первым мегахитом, увеличив продажи консоли в четыре раза.
Геймдизайнер Сигэру Миямото назвал Space Invaders революционной игрой, хотя до неё он не интересовался видеоиграми. Ряд изданий связывают развитие игровой индустрии с успехом игры. Согласно The Observer, консольная версия игры, ставшая популярной, побудила пользователей изучать программирование, что впоследствии помогло многим из них стать лидерами индустрии. Сайт 1UP.com заявил, что Space Invaders доказала, что игры могут противостоять крупнейшим индустриям: кино, музыке и телевидению. В 2005 году сайт IGN составил список «Важнейшие игры в истории человечества» (англ. The Most Important Games Ever Made), где Space Invaders заняла 3 место, а в 2007 году — рейтинг «10 самых влиятельных игр» (англ. Top 10 Most Influential Games), в котором игра заняла первое место. В 2008 году Книга рекордов Гиннесса признала Space Invaders лучшей аркадной игрой.

### Ремейки и сиквелы
Игра Space Invaders была переиздана на многочисленных платформах, было выпущено большое количество сиквелов. Переиздания включают в себя портированные и обновлённые версии оригинальной игры. Портированные версии отличаются графикой и такими дополнительными геймплейными опциями, как передвижные защитные бункеры, невидимые инопланетяне и режим кооперативной игры. Ранние портированные версии, среди которых порт для Atari 2600, использовали упрощённую графику по сравнению с оригиналом, в то время, как версии игры для Super Nintendo Entertainment System и PlayStation использовали улучшенную графику. Сиквелы привнесли в игру новые режимы и элементы дизайна. Например, Space Invaders Extreme, выпущенная для платформ Nintendo DS и PlayStation Portable, использует музыкальные элементы в стандартном геймплее. Space Invaders Get Even, спин-офф для WiiWare, позволяет игроку управлять инопланетянами. Портированные версии игры были неоднозначно приняты критиками. Версия игры для Atari 2600 была успешной, в то время как версия для Nintendo Entertainment System получила отрицательные отзывы.
Taito выпустила несколько продолжений игры, основанных на оригинальном дизайне. Первым продолжением стала игра Space Invaders Part II, выпущенная в 1980 году. В ней были добавлены цветная графика и некоторые геймплейные элементы. В США игра была выпущена под названием Deluxe Space Invaders, однако отличалась цветовой схемой и фоновым изображением. Следующим сиквелом стала игра Space Invaders II, выпущенная эксклюзивно для США в том же году. Она выпускалась только в горизонтальном варианте и предоставляла возможность кооперативной игры. Летом 1985 года была выпущена Return of the Invaders. В ней была улучшена графика, а также добавлены новые виды движений инопланетян. Следующими сиквелами стали Super Space Invaders '91, Space Invaders DX и Space Invaders '95. Каждая из них немного изменила традиционный геймплей. Как и оригинальная игра, некоторые из сиквелов стали предметом коллекционирования, а некоторые из них считаются редкими.
Игра и все сиквелы были представлены в юбилейном издании, Space Invaders Anniversary, выпущенном в 2003 году для PlayStation 2. Оно включало в себя девять различных вариантов игры Space Invaders.

### Отражение в массовой культуре
Отсылки к игре появлялись в различных областях массовой культуры. Многочисленные телесериалы, среди которых «Шоу 70-х», «Клиника» и «Робоцып», содержат отсылки или пародии на игру и её элементы. Большое количество элементов игры используется в третьем сезоне «Футурамы», в серии Anthology of Interest II. На различных веб-сайтах и в различных журналах, таких, как Electronic Gaming Monthly и Arstechnica.com, пиксельное изображение инопланетянина используется как изображение видеоигр в целом. Кроме этого, на концерте Video Games Live использовались пиксельное изображение инопланетянина и музыка из игры. В честь 30-летия игры в 2008 году компания Taito спродюсировала альбом Space Invaders 2008. Альбом выпущен на лейбле Avex Trax и содержит музыку, вдохновлённую игрой.
Space Invaders появляются в фильмах «Черри-2000» (1987), «Терминатор 2: Судный день» (1991), «Пиксели» (2015), «Первому игроку приготовиться» (2018) и «Капитан Марвел» (2019). В 2014 году Warner Bros анонсировала фильм, полностью посвящённый компьютерной игре Space Invaders. Режиссёром фильма был назначен Акива Голдсман.
В 2006 году игра была выбрана в качестве представителя видеоигр в рамках проекта, составленного Японским агентством по делам культуры. В том же году Space Invaders была добавлена в экспозицию Game On, размещённую в Лондонском Музее Наук и предназначенную для демонстрации различных аспектов истории, разработки и культуры видеоигр. На фестивале Belluard Bollwerk International 2006, проведённом в Фрибуре, французско-швейцарский художник Гийом Реймон (фр. Guillaume Reymond) в рамках проекта Gameover создал трёхминутное видео, в котором была изображена игра Space Invaders, однако вместо пикселей использовались люди. На Games Convention 2008 была проведена выставка GH ART, на которой была представлена игра Invaders!, представляющая теракт 11 сентября в стиле Space Invaders. Однако позже автор игры, Дуглас Эдрик Стэнли (англ. Douglas Edric Stanley), попросил убрать её с выставки в связи с критикой. Французский уличный художник, известный под псевдонимом Space Invader, сделал себе имя, создав по всему миру большое количество мозаичных рисунков, посвящённых игре Space Invaders.